# Shively
Shively é uma cidade localizada no estado americano de Kentucky, no Condado de Jefferson.

## Demografia
Segundo o censo americano de 2000, a sua população era de 15.157 habitantes.
Em 2006, foi estimada uma população de 15.616, um aumento de 459 (3.0%).

## Geografia
De acordo com o United States Census Bureau tem uma área de
12,0 km², dos quais 12,0 km² cobertos por terra e 0,0 km² cobertos por água.

## Localidades na vizinhança
O diagrama seguinte representa as localidades num raio de 8 km ao redor de Shively.